# Эбер Финн
Эбер Финн (англ. Eber Finn) также называемый Светлый Эбер, сын Миля Испанца, был, согласно средневековой ирландской легенде и исторической традиции, верховным королём Ирландии и одним из основателей ирландских династий, к которому средневековые специалисты по генеалогии возводили многие знатные ирландские королевские рода.

## Сыновья Миляиплемя богини Дану
Согласно «Lebor Gabála Érenn», предки гаэлов жили на Пиренейском полуострове, которым управляли два сына Миля, Эбер Донн (Тёмный Эбер) и Эремон. После того, как дед Миля Ит увидел Ирландию из башни, он совершил плаванье на остров с девяноста воинами, высадился в Коркадине, что на юго-западе Ирландии, но был убит тремя королями (Мак Куилл, Мак Кехт и Мак Грене), которые были из племени богини Дану. Узнав об убийстве сыновья Миля поклялись отомстить и отправились в Ирландию на тридцати шести судах. В плавание погиб один из девяти сыновей Миля. Сыновья Миля согласно легендам высадились на острове 1 мая в графстве Керри и направились к Таре. Где потребовали от правителей племён богини Дану покинуть Ирландию.
Согласно легендам короли племен богини Дану попросили отсрочку в три дня, на время которой сыновья Миля должны были покинуть остров. Племена богини Дану использовав волшебство, вызвали шторм, в котором погибло еще пять сыновей Миля. Из гойдельских вождей в живых остались только Эбер Финн, Эремон и поэт Амергин. Они разбили войско племени богини Дану в битве при Тайльтиу. После этого Ирландия была разделена: Эбер Финну досталась северная часть острова, а Эримону южная.

## Соправитель Ирландии
Через год после битвы Тайльтиу, между Эбер Финном и Эримоном вспыхнула война в ходе которой Эбер Финн был убит. Эримон стал единственным правителем Ирландии.

## Потомство
Титул верховного короля Ирландии чередовалась между потомками Эбер Финна и потомками Эримона. Сыновьями Эбер Финна были Конмаэл, Ир, Орба, Ферон и Фергна От Эбера вели своё происхождение роды Дал Кайс, Дал Кейн, Делбна, Северные Десси, Дал Мескорб, Дал Матрах, Уи Дердуйб, Катрайге, Эйле, Туат Туйрбе, Эоганахты из Кайсиля, из Айне, из Лох-Лейн, из Райтлинн, из Гленнамнах, из Ара, из Рос Айргид, Лемнайг из Шотландии, Эоганахты из Дурлас Айртир Клиах.
Согласно Джеффри Китингу Эбер Финн правил в 1287—1286 до н.э, а согласно Annals of the Four Masters в 1700 до н. э.